# Saison 5 de Buffy contre les vampires
Chronologie
Saison 4 et Saison 1 d'Angel Saison 6 et Saison 3 d'Angel
La saison 5 de Buffy contre les vampires est composée de 22 épisodes. Elle reprend l'histoire de Buffy Summers, de sa rencontre avec Dracula jusqu'à sa bataille avec Gloria pour sauver la vie de Dawn et le monde.  

## Évènements principaux
A la suite de sa confrontation avec Dracula, Buffy demande à Giles de redevenir son Observateur. Elle est déterminée à en apprendre plus sur sa nature de Tueuse de vampires et prend peu à peu conscience de ses véritables pouvoirs et des implications de sa mission. Dans son combat contre les forces démoniaques, la Tueuse va alors être confrontée à Gloria. Alors que Giles ouvre une boutique de magie, qu'Alex et Anya emménagent ensemble et que Tara, en couple avec Willow, finit par devenir officiellement membre de l'équipe, Buffy, elle, rencontre plusieurs problèmes personnels. Une tumeur au cerveau est effectivement diagnostiquée à Joyce, contraignant la Tueuse à devoir s'occuper de plus en plus de sa petite sœur, Dawn Summers.   
Buffy finit par découvrir que Dawn est en réalité une Clé magique à laquelle des moines ont donné forme humaine et envoyé à Buffy sous la forme d'une sœur après modification des souvenirs de la Tueuse, de Dawn et de leur entourage (d'où le fait que, depuis le début de la saison, tous les personnages de la série agissent comme s'il la connaissait et qu’elle était présente depuis le débuté leurs aventures). L'objectif des moines était que la Tueuse protège la Clé de Gloria. Buffy cache avec Giles cette information à sa mère et au reste du groupe, avant de le leur révéler quelque temps plus tard.  
À la suite d'une vaine tentative de se faire retirer la puce inhibitrice installée par l'Initiative, Spike comprend qu'il est amoureux de Buffy et il développe pour elle une obsession malsaine. En parallèle, la Tueuse se sépare de Riley. En effet, le garçon, sentant que Buffy ne l'aime pas, se sentant mis à l'écart et ayant développé un complexe d'infériorité par rapport à elle, décide de rejoindre un commando spécial de l'armée américaine spécialisé dans la chasse aux démons. Alors que Buffy, après un instant de doute, avait décidé de donner une nouvelle chance à leur couple, elle arrive trop tard pour empêcher le départ du jeune homme. 
La Tueuse finit par apprendre, après avoir réussi à renouer avec le Conseil des Observateurs à ses conditions, que Gloria n'est pas un démon, mais une déesse démoniaque bannie de sa dimension et piégée sous une forme humaine. Son objectif est de retrouver la Clé et de s'en servir pour rentrer chez elle, brisant au passage les barrières séparant les dimensions et mettant la Terre en danger. Lorsque Dawn apprend sa véritable nature, elle prend la fuite, traumatisée, mais elle finit par rentrer chez elle après que Buffy ait avoué qu'elle continuerait de l'aimer comme sa sœur. 
La relation entre les deux sœurs franchit un nouveau cap avec le décès brutal de leur mère. Malgré le fait qu'elle ait été opérée et que la tumeur ait été extraite de son cerveau, Joyce meurt d'une rupture d'anévrisme dans le salon de leur maison et est retrouvée par Buffy. La Tueuse et sa sœur sont désormais livrées à elles-mêmes, et Buffy comprend qu'elle doit plus que jamais protéger Dawn. Gloria finit par découvrir que sa sœur est la Clé et arrive à l'enlever. Aidée de Giles, de ses amis et de Spike, qui continue de l'aimer malgré tout rejeté, Buffy tente de fuir avec Dawn, mais sa sœur est finalement retrouvée et capturée par Gloria, et la déesse s'apprête à la sacrifier afin de rentrer chez elle. Grâce à ses amis, Buffy arrive, au terme d'une bataille épique, à vaincre la déesse. Malheureusement, le portail vers la dimension démoniaque de Gloria a été ouvert et l'Apocalypse commence sur le monde. Buffy, qui partage le même sang que Dawn, fait ses adieux à sa cadette et décide de se sacrifier à la place de sa sœur pour empêcher la fin du monde. Après la bataille, le groupe découvre le corps sans vie de Buffy, et la saison s'achève sur la tombe de la Tueuse, avec l'épitaphe : « Buffy Anne Summers, 1981-2001, sœur bien-aimée, amie dévouée, elle a souvent sauvé le monde ».

## Personnages

### Personnages principaux
- Sarah Michelle Gellar (VF : Claire Guyot) : Buffy Summers
- Nicholas Brendon (VF : Mark Lesser) : Alexander Harris
- Alyson Hannigan (VF : Virginie Ledieu) : Willow Rosenberg
- Marc Blucas (VF : Bruno Raina) : Riley Finn (10 épisodes)
- Emma Caulfield (VF : Marine Boiron) : Anya Jenkins
- Michelle Trachtenberg (VF : Chantal Macé) : Dawn Summers (22 épisodes, au générique à partir de l'épisode 2)
- James Marsters (VF : Serge Faliu) : Spike (21 épisodes)
- Anthony Stewart Head (VF : Nicolas Marié) : Rupert Giles

### Personnages secondaires
- Amber Benson (VF : Laurence Crouzet) : Tara Maclay (18 épisodes)
- Kristine Sutherland (VF : Danièle Douet) : Joyce Summers (16 épisodes)
- Charlie Weber (VF : Mathias Casartelli) : Ben (14 épisodes)
- Clare Kramer (VF : Laetitia Godès) : Gloria (12 épisodes)
- Mercedes McNab (VF : Valérie Siclay) : Harmony Kendall (5 épisodes)
- Bailey Chase (VF : Denis Laustriat) : Graham Miller (3 épisodes)
- Joel Grey (VF : Jean Lescot) : Doc (3 épisodes)
- David Boreanaz (VF : Patrick Borg) : Angel (2 épisodes)
- Juliet Landau (VF : Dorothée Jemma) : Drusilla (2 épisodes)
- Adam Busch (VF : Marc Saez) : Warren Mears (2 épisodes)
- Harris Yulin (VF : Jacques Richard) : Quentin Travers (1 épisode)
- Julie Benz (VF : Charlotte Marin) : Darla (1 épisode)

## Équipe de production
| - David Solomon : 4 épisodes - Joss Whedon : 3 épisodes - David Grossman : 3 épisodes - James A. Contner : 3 épisodes - Nick Marck : 2 épisodes - Daniel Attias : 2 épisodes - Marti Noxon : 2 épisodes - Michael Gershman : 2 épisodes - Christopher Hibler : 1 épisode | - Jane Espenson : 5 épisodes (dont 1 en collaboration) - Douglas Petrie : 4 épisodes (dont 1 en collaboration) - Joss Whedon : 3 épisodes - Marti Noxon : 3 épisodes - David Fury : 3 épisodes - Rebecca Rand Kirshner : 3 épisodes - Steven S. DeKnight : 2 épisodes |

## Épisodes

### Épisode 1:Buffy contre Dracula
- États-Unis : 26 septembre 2000 sur The WB
- France : 
  - 26 avril 2001 sur Série Club
  - 12 janvier 2002 sur M6

- Amber Benson (Tara Maclay)
- Kristine Sutherland (Joyce Summers)
- Rudolf Martin (Comte Dracula)
- Michelle Trachtenberg (Dawn Summers)

### Épisode 2:Jalousies
- États-Unis : 3 octobre 2000 sur The WB
- France : 
  - 3 mai 2001 sur Série Club
  - 12 janvier 2002 sur M6

- Amber Benson (Tara Maclay)
- Kristine Sutherland (Joyce Summers)
- Mercedes McNab (Harmony Kendall)
- Bob Morrisey (l'aliéné)
- Tom Lenk (Cyrus)

- L'actrice Michelle Trachtenberg intègre la distribution principale dans son rôle de Dawn Summers.
- Tom Lenk, qui joue le rôle de l'un des "mignons" d'Harmony, interprète ensuite le personnage d'Andrew Wells dans les deux saisons suivantes de la série.

### Épisode 3:Le Double
- États-Unis : 10 octobre 2000 sur The WB
- France : 
  - 10 mai 2001 sur Série Club
  - 19 janvier 2002 sur M6

- Kristine Sutherland (Joyce Summers)
- Michael Bailey Smith (Toth)

### Épisode 4:Quand Spike s'en mêle
- États-Unis : 17 octobre 2000 sur The WB
- France : 
  - 17 mai 2001 sur Série Club
  - 26 janvier 2002 sur M6

- Amber Benson (Tara Maclay)
- Kristine Sutherland (Joyce Summers)
- Mercedes McNab (Harmony Kendall)
- Bailey Chase (Graham Miller)
- Charlie Weber (Ben)
- Time Winters (Dr Overheiser)

### Épisode 5:Sœurs ennemies
- États-Unis : 24 octobre 2000 sur The WB
- France : 
  - 24 mai 2001 sur Série Club
  - 2 février 2002 sur M6

- Kristine Sutherland (Joyce Summers)
- Charlie Weber (Ben)
- Clare Kramer (Gloria)
- Ravil Isyanov (le moine)

### Épisode 6:Les Liens du sang
- États-Unis : 7 novembre 2000 sur The WB
- France : 
  - 31 mai 2001 sur Série Club
  - 9 février 2002 sur M6

- Amber Benson (Tara Maclay)
- Mercedes McNab (Harmony Kendall)
- Charlie Weber (Ben)
- Clare Kramer (Gloria)
- Amy Adams (Cousine Beth)
- Steve Rankin (Mr Maclay)

### Épisode 7:La Faille
- États-Unis : 14 novembre 2000 sur The WB
- France : 
  - 7 juin 2001 sur Série Club
  - 16 février 2002 sur M6

- Mercedes McNab (Harmony Kendall)
- Juliet Landau (Drusilla)
- Julie Benz (Darla)
- Kristine Sutherland (Joyce Summers)
- David Boreanaz (Angel)

### Épisode 8:Incantation
- États-Unis : 21 novembre 2000 sur The WB
- France : 
  - 14 juin 2001 sur Série Club
  - 23 février 2002 sur M6

- Kristine Sutherland (Joyce Summers)
- Charlie Weber (Ben)
- Clare Kramer (Gloria)
- Amber Benson (Tara Maclay)
- Kevin Weisman (Dreg)
- William Forward (Dr Isaacs)

### Épisode 9:Météorite
- États-Unis : 28 novembre 2000 sur The WB
- France : 
  - 21 juin 2001 sur Série Club
  - 2 mars 2002 sur M6

- Kristine Sutherland (Joyce Summers)
- Charlie Weber (Ben)
- Amber Benson (Tara Maclay)
- Nick Chinlund (Major Ellis)
- Kevin Weisman (Dreg)
- Randy Thompson (Dr Kriegel)

### Épisode 10:Par amour
- États-Unis : 19 décembre 2000 sur The WB
- France : 
  - 28 juin 2001 sur Série Club
  - 9 mars 2002 sur M6

- Kristine Sutherland (Joyce Summers)
- Bailey Chase (Graham Miller)
- Nick Chinlund (Major Ellis)

Buffy, accompagnée de sa sœur cadette, son compagnon et ses amis, attendent des nouvelles de l'opération de Joyce. Le chirurgien leur apprend que celle-ci s'est bien déroulée et la tumeur a été retirée. Soulagée, Buffy décide de passer une soirée romantique avec Riley, pendant que Dawn est gardée par Alex et Anya. Mais après que les tourtereaux aient fait l'amour, Riley quitte la maison des Summers vers un lieu inconnu, suivi discrètement par Spike. Le lendemain soir, le vampire suggère à la Tueuse de se vêtir, car il souhaite lui montrer quelque chose. Ils se rendent dans un bordel à vampires et y découvrent Riley se faire mordre volontairement par l'une d'eux. Choquée par ce qu'elle vient de voir, elle part en courant et rebrousse chemin pour rentrer chez elle. L'ancien militaire reçoit ensuite la visite d'une organisation militaire anti-démons, qui souhaite le recruter dans leurs rangs. Le lendemain à la boutique de magie, la Tueuse découvre que Giles savait par rapport à ce genre de pratiques, et décide de se débarrasser des vampires. Elle se rend au bordel avec ses amis et y met le feu.

### Épisode 11:Triangle
- États-Unis : 9 janvier 2001 sur The WB
- France : 
  - 5 juillet 2001 sur Série Club
  - 9 mars 2002 sur M6

- Kristine Sutherland (Joyce Summers)
- Amber Benson (Tara Maclay)
- Abraham Benrubi (Olaf le troll)

### Épisode 12:L'Inspection
- États-Unis : 23 janvier 2001 sur The WB
- France : 
  - 12 juillet 2001 sur Série Club
  - 16 mars 2002 sur M6

- Kristine Sutherland (Joyce Summers)
- Charlie Weber (Ben)
- Clare Kramer (Gloria)
- Amber Benson (Tara Maclay)
- Harris Yulin (Quentin Travers)
- Troy T. Blendell (Jinx)
- Kevin Weisman (Dreg)
- Cynthia Lamontagne (Lydia)
- Oliver Muirhead (Philip)
- Kris Iyer (Nigel)

### Épisode 13:La Clé
- États-Unis : 6 février 2001 sur The WB
- France : 
  - 19 juillet 2001 sur Série Club
  - 16 mars 2002 sur M6

- Kristine Sutherland (Joyce Summers)
- Charlie Weber (Ben)
- Clare Kramer (Gloria)
- Amber Benson (Tara Maclay)
- Troy T. Blendell (Jinx)

### Épisode 14:La Déclaration
- États-Unis : 13 février 2001 sur The WB
- France : 
  - 26 juillet 2001 sur Série Club
  - 23 mars 2002 sur M6

- Kristine Sutherland (Joyce Summers)
- Charlie Weber (Ben)
- Juliet Landau (Drusilla)
- Mercedes McNab (Harmony Kendall)
- Amber Benson (Tara Maclay)

### Épisode 15:Chagrin d'amour
- États-Unis : 20 février 2001 sur The WB
- France : 
  - 2 août 2001 sur Série Club
  - 23 mars 2002 sur M6

- Kristine Sutherland (Joyce Summers)
- Amber Benson (Tara Maclay)
- Charlie Weber (Ben)
- Clare Kramer (Gloria)
- Adam Busch (Warren Mears)
- Shonda Farr (April)
- Troy T. Blendell (Jinx)

### Épisode 16:Orphelines
- États-Unis : 27 février 2001 sur The WB
- France : 
  - 9 août 2001 sur Série Club
  - 30 mars 2002 sur M6

- Kristine Sutherland (Joyce Summers)
- Amber Benson (Tara Maclay)
- Randy Thompson (Dr Kriegel)

- L'épisode est entièrement diffusé sans musique, le générique mis à part.
- Départ de la distribution récurrente de Kristine Sutherland, qui interprétait Joyce Summers depuis le début de la série.

### Épisode 17:Pour toujours
- États-Unis : 17 avril 2001 sur The WB
- France : 
  - 16 août 2001 sur Série Club
  - 30 mars 2002 sur M6

- David Boreanaz (Angel)
- Clare Kramer (Gloria)
- Charlie Weber (Ben)
- Troy T. Blendell (Jinx)
- Amber Benson (Tara Maclay)
- Joel Grey (Doc)

### Épisode 18:La Quête
- États-Unis : 24 avril 2001 sur The WB
- France : 
  - 23 août 2001 sur Série Club
  - 6 avril 2002 sur M6

- Clare Kramer (Gloria)
- Troy T. Blendell (Jinx)
- Amber Benson (Tara Maclay)
- Adam Busch (Warren Mears)

### Épisode 19:Magie noire
- États-Unis : 1er mai 2001 sur The WB
- France : 
  - 30 août 2001 sur Série Club
  - 6 avril 2002 sur M6

- Clare Kramer (Gloria)
- Charlie Weber (Ben)
- Troy T. Blendell (Jinx)
- Amber Benson (Tara Maclay)
- Anne Betancourt (Principal Stevens)
- Leland Crooke (Professeur Lillian)

### Épisode 20:La Spirale
- États-Unis : 8 mai 2001 sur The WB
- France : 
  - 6 septembre 2001 sur Série Club
  - 13 avril 2002 sur M6

- Clare Kramer (Gloria)
- Charlie Weber (Ben)
- Amber Benson (Tara Maclay)
- Wade Williams (général Gregor)
- Karim Prince (Dante)

### Épisode 21:Sans espoir
- États-Unis : 15 mai 2001 sur The WB
- France : 
  - 13 septembre 2001 sur Série Club
  - 13 avril 2002 sur M6

- Kristine Sutherland (Joyce Summers)
- Clare Kramer (Gloria)
- Charlie Weber (Ben)
- Amber Benson (Tara Maclay)
- Joel Grey (Doc)
- Dean Butler (Hank Summers)
- Lily Knight (Grodi)

### Épisode 22:L'Apocalypse
- États-Unis : 22 mai 2001 sur The WB
- France : 
  - 20 septembre 2001 sur Série Club
  - 13 avril 2002 sur M6

- Amber Benson (Tara Maclay)
- Clare Kramer (Gloria)
- Charlie Weber (Ben)
- Joel Grey (Doc)

Le Scooby-Gang se réunit à la boutique de magie, afin de mettre au point une stratégie pour empêcher Gloria d'ouvrir le portail sur sa dimension démoniaque. L'une des solutions envisagées est de supprimer Dawn en cas d'échec, mais Buffy refuse catégoriquement d'éliminer sa sœur cadette. Au sous-sol de la boutique, Alex et Anya font l'amour, puis le premier demande la seconde en mariage. Le jeune homme est persuadé que le monde va survivre, et reporte sa demande pour ce moment-là. Pendant ce temps, Buffy et Spike se rendent chez elle pour récupérer des armes. Le vampire la remercie de le traiter comme un homme et promet à la Tueuse de veiller sur Dawn. Pendant ce temps, la jeune fille est furieuse contre Ben, qui a accepté le marché de Gloria. Pour préparer le rituel, la déesse ordonne à ses esclaves d'attacher sa captive au sommet de la tour en construction.
- Cet épisode a été écrit et réalisé par Joss Whedon comme s'il s'agissait du dernier épisode de la série car la chaîne WB, qui diffusait la série à l'époque, ne souhaitait pas la renouveler. Mais la chaîne UPN a racheté la série et commandé deux saisons supplémentaires.
- Départ de distribution principale d'Anthony Stewart Head, qui interprétait le rôle de l'Observateur Rupert Giles depuis le début de la série.
- Départ de la distribution récurrente de Clare Kramer qui interprétait le rôle de Gloria, principale antagoniste de la saison.
- Départ de la distribution récurrente de Charlie Weber qui interprétait le rôle de Ben durant la saison.

## Analyse
Après la saison 4 durant lesquelles les personnages avaient fait l'expérience de la liberté totale, cette saison marque un retour aux valeurs de la famille et, pour illustrer cela, la principale relation sentimentale de Buffy durant la saison est celle qu'elle noue avec sa sœur Dawn. Mais le thème récurrent de la saison est avant tout la quête des origines et de la véritable nature de la Tueuse. Selon Roz Kaveney, les thèmes principaux de la saison sont la famille et le sentiment d'appartenance en général.

## DVD
La saison 5 en DVD se présente sous la forme d'un coffret de 6 DVD qui comprend les 22 épisodes de la saison ainsi que les versions commentées des épisodes suivants :
- Jalousies commenté par David Fury et David Grossman
- La Faille commenté par Douglas Petrie
- Chagrin d'amour commenté par Jane Espenson
- Orphelines commenté par Joss Whedon

Parmi les autres bonus se trouvent un bêtisier ainsi que plusieurs documentaires sur :
- la série à l'étranger
- les différentes sortes de démons
- le casting de la série
- les cascades
- le personnage de Dawn
- l'épisode Orphelines
- l'ensemble de la saison